# Claude Barret
Pour les articles homonymes, voir Barret (homonymie).
Claude Barret est un footballeur puis entraîneur français, né le 10 novembre 1960 à Roanne dans le département de la Loire. Il joue au poste de défenseur latéral du début des années 1980 au début des années 1990. 
Formé à l'AJ Auxerre, il dispute 322 matchs en Division 1 avec ce club puis termine sa carrière à l'AS Nancy-Lorraine. Il rejoint ensuite l'encadrement de l'AJ Auxerre où il exerce comme entraîneur de 1994 à 2014.

## Biographie

### Joueur
Claude Barret commence le football au sein de l'AS Roanne puis rejoint en 1978 l'AJ Auxerre. Il intègre l'équipe réserve lors de la saison 1979-1980 et dispute cinq rencontres pour un but marqué. Après deux saisons en réserve, il fait ses débuts en équipe première le 6 octobre 1981 lors d'une rencontre disputée au stade Bonal face au FC Sochaux. Les Sochaliens s'imposent cinq à zéro lors de cette rencontre. Il s'impose dès la saison suivante au poste d'arrière gauche puis devient capitaine de l'équipe auxerroise. En 1984, l'AJ Auxerre atteint pour la première fois de son histoire le podium du championnat avec une brillante 3e place, Claude est alors pressenti un temps par Michel Hidalgo pour intégrer l'équipe de France avant le championnat d' Europe 1984, mais il ne connaîtra ses seules sélections en « Bleu » qu'avec les Olympiques, lors de la saison 1986-1987.
Après dix saisons au sein de l'AJ Auxerre, conclues par une première participation du club cher à Guy Roux aux 1/4 de finales de la Coupe de l'UEFA (contre la Fiorentina de Roberto Baggio), il rejoint en 1990 l'AS Nancy-Lorraine, fraîchement promu en Division 1 après son titre en Division 2. Il met fin à sa carrière professionnelle deux saisons plus tard après avoir peu joué et la relégation du club nancéien après une piteuse 20e place.

### Entraîneur
Il retourne à l'AJ Auxerre en 1994 et devient entraîneur des équipes de jeunes. Il dirige de 1995 à 2000 la troisième équipe du club. Les jeunes auxerrois remportent sous ses ordres le CFA2 en 1998 (groupe F) et en 1999 (groupe C). En 2000, il devient entraîneur-adjoint de Daniel Rolland qui prend la succession de Guy Roux à la tête de l'équipe première. Avec le retour de Guy Roux, il retourne en 2001 à la tête de l'équipe C de l'AJ Auxerre et dirige cette équipe jusqu'en 2004.
Guy Roux l'appelle alors à ses côtés pour devenir son adjoint en Ligue 1. Il occupe cette fonction pendant une saison avant de retourner au centre de formation comme adjoint de l'équipe réserve dirigée par Bernard David. En début de saison 2012, il devient entraîneur de l'équipe réserve associé à Johan Radet puis, le 27 octobre 2012, il revient en équipe première comme adjoint de Jean-Guy Wallemme, après le départ de Kamel Djabour. En juin 2014, son contrat n'est pas renouvelé et il quitte alors le club.
Il devient entraîneur du Paron FC en juin 2015, club de Division d'honneur, où il prend la succession de Fabien Cool. En fin de saison, il termine dixième du championnat mais préfère quitter le club devant le manque de visibilité du recrutement.
En juillet 2019 il devient l’entraineur de l'Étoile sportive d'Héry, club de deuxième division de district. À l'issue de la saison 2019-2020, l'ES Héry termine première de son championnat et est promue en première division de district[réf. nécessaire].

## Palmarès

### En club
- Vainqueur de la Coupe des Alpes

en 1985 et en 1987 avec l'AJ Auxerre
- Finaliste de la Coupe des Alpes en 1983[11] avec l'AJ Auxerre

### EnÉquipe de France
- 4 sélections avec les Olympiques entre 1986 et 1987

## Statistiques
Le tableau ci-dessous résume les statistiques en match officiel de Claude Barret durant sa carrière de joueur professionnel.  
| Saison                | Club                  | Championnat           | Championnat | Championnat | Coupe(s) nationale(s) | Coupe(s) nationale(s) | Compétition(s) continentale(s) | Compétition(s) continentale(s) | Compétition(s) continentale(s) | Sélection | Sélection | Sélection | Total | Total |
| Saison                | Club                  | Division              | M.          | B.          | M.                    | B.                    | Comp.                          | M.                             | B.                             | Équipe    | M.        | B.        | M.    | B.    |
| 1981-1982             | AJ Auxerre            | Division 1            | 9           | 0           | 1                     | 0                     | -                              | -                              | -                              | -         | -         | -         | 10    | 0     |
| 1982-1983             | AJ Auxerre            | Division 1            | 24          | 1           | -                     | -                     | -                              | -                              | -                              | -         | -         | -         | 24    | 1     |
| 1983-1984             | AJ Auxerre            | Division 1            | 38          | 1           | 1                     | 0                     | -                              | -                              | -                              | -         | -         | -         | 39    | 1     |
| 1984-1985             | AJ Auxerre            | Division 1            | 36          | 2           | 1                     | 0                     | C3                             | 2                              | 0                              | -         | -         | -         | 39    | 2     |
| 1985-1986             | AJ Auxerre            | Division 1            | 35          | 1           | 6                     | 0                     | C3                             | 2                              | 0                              | -         | -         | -         | 43    | 1     |
| 1986-1987             | AJ Auxerre            | Division 1            | 34          | 1           | 4                     | 0                     | -                              | -                              | -                              | Olympique | 4         | 0         | 42    | 1     |
| 1987-1988             | AJ Auxerre            | Division 1            | 34          | 1           | 3                     | 0                     | C3                             | 2                              | 0                              | -         | -         | -         | 39    | 1     |
| 1988-1989             | AJ Auxerre            | Division 1            | 34          | 0           | 8                     | 0                     | -                              | -                              | -                              | -         | -         | -         | 42    | 0     |
| 1989-1990             | AJ Auxerre            | Division 1            | 30          | 0           | 2                     | 0                     | C3                             | 7                              | 0                              | -         | -         | -         | 39    | 0     |
| Sous-total            | Sous-total            | Sous-total            | 274         | 7           | 26                    | 0                     | -                              | 13                             | 0                              | -         | 4         | 0         | 317   | 7     |
| 1990-1991             | AS Nancy-Lorraine     | Division 1            | 35          | 0           | 2                     | 0                     | -                              | -                              | -                              | -         | -         | -         | 37    | 0     |
| 1991-1992             | AS Nancy-Lorraine     | Division 1            | 13          | 0           | -                     | -                     | -                              | -                              | -                              | -         | -         | -         | 13    | 0     |
| Sous-total            | Sous-total            | Sous-total            | 48          | 0           | 2                     | 0                     | -                              | -                              | -                              | -         | -         | -         | 50    | 0     |
| Total sur la carrière | Total sur la carrière | Total sur la carrière | 322         | 7           | 28                    | 0                     | -                              | 13                             | 0                              | -         | 4         | 0         | 367   | 7     |